# Kościół św. Trójcy w Paszowicach
Kościół świętej Trójcy – rzymskokatolicki kościół parafialny należący do parafii pod tym samym wezwaniem (dekanat Jawor diecezji legnickiej).

## Historia
Jest to świątynia wzniesiona przez protestantów w 1784 roku, przebudowana w 1910 roku, restaurowana w 1970-1976.

## Architektura i wnętrze
Budowla posiada jedną nawę, z dwoma poziomami drewnianych empor otaczających wnętrze oraz płaskim stropem posiadającym sztukatorskie podziały. Korpus świątyni jest pokryty dachem mansardowym, wieża jest czworokątna, w górnej partii posiada ścięte narożniki, zwieńcza ją dach hełmowy z latarnią, elewacje posiadają podziały architektoniczne, portale i okna są zamknięte półkoliście i znajdują się w opaskach. We wnętrzu można zobaczyć m.in. ołtarz i częściowo zachowaną ambonę, chrzcielnicę w stylu manierystycznym, wykonaną z piaskowca, obrazy namalowane na płótnie pochodzące z różnych epok.
Organy zostały zbudowane przez firmę Schlag und Söhne ze Świdnicy jako opus 730. Mają jeden miech magazynowy zasilany dmuchawą elektryczną, znajdującą się na wieży kościoła oraz sprawne urządzenie do kalikowania. Na początku lat 90. były remontowane przez braci Broszko. 